# Madeleine Bochatay
Pour les articles homonymes, voir Bochatay.
Madeleine Bochatay, née le 2 janvier 1944 à Saint-Gervais, est une skieuse alpine française. 

## Biographie
Elle participe aux Jeux olympiques d'hiver de 1964 à Innsbruck où elle termine sixième de la descente. 

## Palmarès

### Jeux olympiques
Les Jeux olympiques de 1964 comptent également comme Championnats du monde de ski alpin.
| Épreuve / Édition | Innsbruck 1964 |
| Descente          | 6e             |
| Slalom géant      | DNF            |

### Championnats du monde
| Épreuve / Édition | Chamonix 1962 | Portillo 1966 |
| Descente          | 7e            | 14e           |
| Slalom géant      | 10e           | -             |

### Championnats de France
- Championne de France de Descente en 1961